# 2060 Хирон
2060 Хирон (енгл. 2060 Chiron) је кентаур са средњом удаљеношћу од Сунца која износи 13,703 астрономских јединица (АЈ).
Хирон је најбоље проучени Кентаур и има леда на површини и показује сталну кому већ око петнаест година.
Апсолутна магнитуда астероида је 6,5.